# Julian Radulski
Julian Radulski (bulgarisch Юлиян Радулски; * 24. Mai 1972 in Plowdiw; † 16. Februar 2013) war ein bulgarischer Schachspieler.
Radulski nahm für die bulgarische Nationalmannschaft an zwei Schacholympiaden teil, 2002 am vierten Brett und 2004 am zweiten Reservebrett. Er holte bei Olympiaden insgesamt 10,5 Punkte aus 16 Partien. Bei der Mannschaftseuropameisterschaft 2003 spielte er am dritten Brett der bulgarischen Mannschaft, bei der Mannschaftseuropameisterschaft 2011 hatte er einen Einsatz als Reservespieler. Bei der bulgarischen Einzelmeisterschaft 2004 wurde er Dritter. 2010 gewann er vor Aleksander Miśta das Najdorf-Gedenkturnier (Mieczsława Najdorfa) in Warschau. Im Jahr darauf konnte er in Sofia-Bankja die bulgarische Einzelmeisterschaft gewinnen.
Vereinsschach spielte Radulski in der bulgarischen (für Lokomotiv 2000 Plowdiw), griechischen (für Heliopolis) und italienischen (für ASD Scacchi Latina) 1. Liga sowie für Sloga Kraljevo in der serbischen 1. und 2. Liga. In einer deutschen Mannschaft spielte er zuletzt in der Saison 2005/06 für den SV Turm Bergheim in der 2. Bundesliga West.
2001 wurde Radulski Internationaler Meister, seit 2004 trug er den Titel Schachgroßmeister. Die Normen für den GM-Titel erzielte er beim Ivan Zanic Memorial in Stara Pazova im März 2001, beim IX. Anibal Open in Linares im März 2002 sowie beim Open International in Gien im Februar 2004. Seine höchste Elo-Zahl war 2606 im November 2010.
Am 16. Februar 2013 starb Julian Radulski nach langer Krankheit.